# 72 av. J.-C.
Cette page concerne l'année 72 av. J.-C. du calendrier julien proleptique.

## Événements
- 23 septembre 73 av. J.-C. (1er janvier 682 du calendrier romain) : début à Rome du consulat de Cnaeus Cornelius Lentulus Clodianus et Lucius Gellius Publicola[1].
- Printemps : 
  - Les deux consuls sont envoyés contre les gladiateurs révoltés : Gellius écrase la bande de Crixus près du mont Garganus. Les deux tiers des 10 000 hommes de celui-ci sont massacrés ou capturés. Spartacus marche vers le nord avec le gros des forces et bat successivement Lentulus et Gellius dans les Apennins au moment où ils opèrent leur jonction[2].
  - Troisième guerre de Mithridate : Lucullus, qui a reconstitué une flotte après la destruction de celle de Cotta, parvient à disperser les forces pontiques qui se retirent de Lampsaque au large de Lemnos. Ses légats Triarius et Voconius Barba, à la tête de flottilles, prennent Apamée Cibotos en Phrygie, Prusa et Nicée en Propontide. Mithridate VI se retire de Nicomédie en Bithynie vers Sinope, dans le Pont, avant que Barba bloque le Bosphore. Il laisse 4 000 hommes dans la ville indépendante d’Héraclée du Pont pour ralentir l’avance romaine[3]. Son offensive est coordonnée avec elle de son frère Terentius Varro Lucullus, proconsul de Macédoine en 72-71 av. J.-C., qui marche vers le Danube contre les Thraces des Balkans et de Mésie. La ville grecque de Callatis signe un traité d’alliance avec Rome et la Dobroudja entre dans la mouvance romaine jusqu’à sa conquête par le roi dace roi Burebista après 55 av. J.-C.[4].

- - Guerre sertorienne : offensive de Metellus et Pompée contre Sertorius, qui ne contrôle plus que la Lusitanie. Sertorius est assassiné lors d’un banquet par complot fomenté par son lieutenant Marcus Ventus Perpenna[5]. Après avoir fait assassiner Sertorius, Perpenna, battu à plusieurs reprises par Pompée et Metellus, tente d’entrer en négociations avec Pompée mais celui-ci le fait exécuter à Osca. Pompée pacifie l’Espagne en un an[6].
- Été : Mithridate envoie Eumachus en Lycaonie et au sud de l’Asie pour soulever les Isauriens et des Pisidiens, mais il est chassé par le tétrarque galate Deiotarus. Les proconsuls Lucullus et Cotta rassemblent leurs forces à Nicomédie et décident de marcher contre le royaume du Pont pendant que Triarius est envoyé avec 70 navires pour éliminer le reste de la flotte pontique de l’Égée. Il la défait entièrement à Ténédos. Cotta neutralise Héraclée, qui résiste deux ans sous Connocorix, tandis que Lucullus avance avec cinq légions jusqu’à Amisos sans rencontrer de résistance, et assiège la ville (fin en 70 av. J.-C.)[3].
- Fin de l’été : le sénat romain donne le commandement de la guerre servile à Marcus Licinius Crassus[2]. Après la défaite de son lieutenant Mummius, il ordonne la décimation de l'armée consulaire pour son incompétence. Spartacus marche vers le sud et s’installe dans le port de Thurii. Pendant l’hiver, Crassus demande au Sénat de rappeler Pompée d’Espagne et Marcus Lucullus, le proconsul de Macédoine, pour l’assister[7].
- 10 décembre : M. Lollius Palicanus, tribun de la plèbe (fin le 9 décembre 71 av. J.-C.)[8].

- Fin de la dynastie Shunga en Inde. Son dernier roi, Devabhûti, est assassiné par une jeune esclave envoyée par le ministre brahmane Vâsudéva qui usurpe le trône. Il fonde la dynastie des Kanva, qui règne sur le Magadha jusqu'en 27 av. J.-C.[9].
- Les Dingling et les Wuhuan se révoltent contre les Xiongnu[10].
- Marcus Antonius est battu par les pirates crétois ; il doit conclure l’année suivante une paix humiliante que le Sénat romain refuse[11].
- Le Suève Arioviste est appelé en Gaule par les Séquanes contre les Éduens. Il s'installe en Alsace[12].
- Fondation de Lugdunum Convenarum (aujourd'hui Saint-Bertrand-de-Comminges) pour établir les vétérans de Sertorius[6].

## Décès en 72 av. J.-C.
- Sertorius, général romain, meurt assassiné par Marcus Ventus Perpenna, lors d'un banquet.
- Marcus Ventus Perpenna, général romain, exécuté sur ordre de Pompée.